# 6815 Mutchler
6815 Mutchler (1979 MM5) là một tiểu hành tinh vành đai chính được phát hiện ngày 25 tháng 6 năm 1979 bởi E. F. Helin và S. J. Bus ở Siding Spring.